# Herman van der Mijn

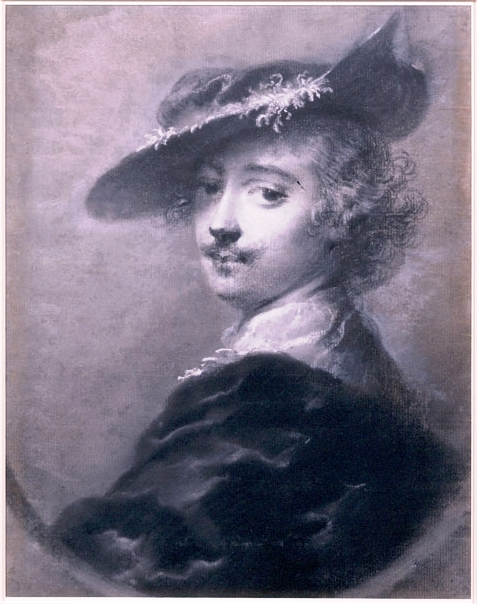
Selbstbildnis

Herman van der Mijn, in England auch Herman Vandermijn (* 1684 in Amsterdam; † 1741 in London) war ein niederländischer Maler, der hauptsächlich für seine Porträts sowie Blumen- und Historienbilder bekannt ist. Er war ein Schüler von Ernst Stuvens.
Bis zu seinem 28. Lebensjahr lebte er in seiner Geburtsstadt. 1712 zog er nach Antwerpen und im nächsten Jahr nach Düsseldorf, wo er bis zum Tode von Wilhelm von der Pfalz 1716 als dessen Hofmaler arbeitete.
Er kehrte nach dessen Tod zuerst nach Antwerpen zurück und zog von da aus nach Paris weiter, wo er die Protektion des Herzogs von Orleans gewinnen konnte. Auf eine Einladung hin zog er 1721 nach London. Hier leitete er eine gut gehende Malerwerkstatt, die sich mit häufig auch kleinformatigen Porträts einen Namen machte. Trotz dieses Erfolges waren Van der Mijns finanzielle Verhältnisse häufig prekär, woran die große Familie wie auch sein extravaganter Lebensstil Anteil hatten.
Um einer Inhaftierung wegen Schulden zu entgehen, verließ er 1736 London und kehrte in die Niederlande zurück, wo er für William IV. von Oranien-Nassau arbeitete. 1741 starb er während eines erneuten Englandbesuches.
Fünf seiner Söhne und die Tochter Cornelia van der Mijn wurden ebenfalls Maler. Zu seinen Schülerinnen gehörte auch die Malerin Jacoba Maria van Nikkelen.